# 680-689
De jaren 680-689 (van de christelijke jaartelling) zijn een decennium in de 7e eeuw.

## Belangrijke gebeurtenissen

### Byzantijnse Rijk
- 680 - Constantijn IV van Byzantium ziet zich gedwongen in Moesia een onafhankelijk Slavisch rijk te erkennen.
- 681 - Asparoech sticht het Eerste Bulgaarse Rijk.
- 685 : Keizer Constantijn IV sterft en wordt opgevolgd door zijn zoon Justinianus II.

### Arabische Rijk
- 680 : Begin van de Tweede Fitna. Als de eerste Omajjadische kalief Moe'awija I in 680 sterft, wordt hij door zijn zoon Yazid I opgevolgd. Yazids eerste tegenstand kwam van de aanhangers van Hoessein ibn Ali, die de kleinzoon is van de profeet Mohammed en de zoon van de vermoorde vierde kalief Ali ibn Aboe Talib. Hoessein en veel van zijn naaste volgelingen worden door Yazids troepen gedood in de Slag bij Karbala. Deze slag wordt vaak genoemd als de definitieve breuk tussen de sjiitische en soennitische stromingen in de islam, en tot op heden wordt deze slag herinnerd door sjiieten tijdens de Asjoera.

### Europa
- In 680 komen de Berbers al voor de kusten van Alicante, Valencia en Barcelona op verkenningstocht. Vanaf 680 verwachten de Visigoten een invasie op hun kust.
- 687 : Alhoewel dat Theuderik III koning is van het gehele Frankische Rijk, wordt dit in Austrasië niet echt aanvaard. Bercharius, de hofmeier van Neustrië en Bourgondië wil dit duidelijk stellen, wat leidt tot de Slag bij Tertry. De slag wordt gewonnen door Pepijn van Herstal, hofmeier van Austrasië. Koning Theuderik III wordt gedwongen de heerschappij van Pepijn van Herstal over het volledige Frankische koninkrijk te erkennen, in ruil daarvoor mag hij als Frankische koning aanblijven. Pepijn benoemt Nordebert tot zijn plaatsvervanger in Neustrië en Bourgondië.

### Lage Landen
- 689 : Slag bij Dorestad. Pepijn van Herstal verslaat de Friezische koning Radbod, verovert Dorestad en het gebied ten zuiden van de Oude Rijn.

### Christendom
- 680-681 : Concilie van Constantinopel III. Onderwerp, de christologie. Het monotheletisme wordt verworpen.

## Heersers

### Europa
- Beieren: Lantpert (680), Theodo II (680-717)
- Bulgaren: Asparoech (681-701)
- Byzantijnse Rijk: Constantijn IV (668-685), Justinianus II (685-695)
  - exarchaat Ravenna: Theodorus II (678-687), Johannes II Platinus (687-702)
- Engeland en Wales
  - East Anglia: Ealdwulf (663-713)
  - Essex: Sighere (664-683) en Sæbbi (664-694)
  - Gwynedd: Cadwaladr ap Cadwallon (ca. 655-682), Idwal ap Cadwaladr (ca. 682-720)
  - Kent: Hlothhere (673-685), Eadric (?-686), Mul (686-687), Swaefheard (687-692), Swaefberht (689), Oswine (689-690)
  - Mercia: Æthelred (675-704)
  - Northumbria: Ecgfrith (670-688), Aldfrith (688-704)
  - Wessex: Centwine (676-685), Cædwalla (685-688), Ine (688-726)
- Franken: Theuderik III (679-691)
  - hofmeier van Austrasië: Pepijn van Herstal (675-714)
    - hofmeier van Neustrië: Ebroin (657/675-680), Waratton (680-681, 684-686), Ghislemar (681-684), Berthar (686-687), Nordebert (687-696)

  - Elzas: Eticho I (673-690)
- Friezen: Aldgisl (ca. 689), Radboud (?-719)
- Longobarden: Perctarit (671-688), Cunipert (688-700)
  - Benevento: Grimoald II (687-707)
  - Spoleto: Thrasimund I (665-703)
- Visigoten: Wamba (672-680), Eurik II (680-687), Ergica (687-702)

### Azië
- Chenla (Cambodia): Jayavarman I (657-681)
- China (Tang): Tang Gaozong (649-683), Tang Zhongzong (684), Tang Ruizong (684-690)
- Göktürken: Kutluk Ilteris Khan (ca. 680-691)
- India
  - Chalukya: Vikramaditya I (654-680), Vinayaditya (681-696)
  - Pallava: Paramesvaravarman I (670-695)
- Japan: Temmu (672-686), Jitō (686-697)
- Omajjaden: Moe'awija I (661-680), Yazid I (680-683), Moe'awija II (683-684), Marwan I (684-685), Abd al-Malik (685-705)
- Silla (Korea): Munmu (661-681), Sinmun (681-692)
- Tibet: Tridu Songtsen (ca. 676-704)

### Religie
- paus: Agatho (678-681), Leo II (682-683), Benedictus II (684-685), Johannes V (685-686), Conon (686-687), Sergius I (687-701)
  - tegenpaus: Theodorus II (687), Paschalis I (687)
- patriarch van Alexandrië (Grieks): vacant
- patriarch van Alexandrië (Koptisch): Johannes III (677-688), Isaak (688-689), Simeon I (689-701)
- patriarch van Antiochië (Grieks): Macarius (656-681), Theofanes (681-687), Sebastianus (687-690)
- patriarch van Antiochië (Syrisch): Severius II bar Masqeh (667-681), Athanasius II (683-686), Julianus II (686-708)
- patriarch van Constantinopel: Georgius I (679-686), Paulus III (687-693)
- patriarch van Jeruzalem: Johannes van Philadelphia (649-692)
- imam (sjiieten): Hoessein (670-680), Ali Zain al-Abidien (680-712)

<< · 680 · 681 · 682 · 683 · 684 · 685 · 686 · 687 · 688 · 689 · >>
<< · 600-609 · 610-619 · 620-629 · 630-639 · 640-649 · 650-659 · 660-669 · 670-679 · 680-689 · 690-699 · >>